# Bernard Rivière (prêtre)
Jacques Rivière (en religion: Père Bernard), né le 20 juillet 1917 à Bergerac et mort le 10 décembre 2013 à Toulouse, est un prêtre catholique français de l'ordre des Frères mineurs capucins. Défenseur des droits des immigrés portugais dont il était l’aumônier, notamment à Périgueux, il fit connaître l'action d'Aristides de Sousa Mendes en France et dans le monde.
La première « Médaille Sousa Mendes 50e anniversaire » lui a été remise le 17 juin 2004.